# Gudačka glazbala
Pod pojmom gudačka glazbala podrazumijevamo sva glazbala koja pripadaju skupini glazbala sa žicama i kod kojih se zvuk proizvodi povlačenjem gudala preko žica.
Danas se u ozbiljnoj, ali i u ostalim vrstama glazbe koriste četiri standardna gudačka glazbala: violina, viola, violončelo i kontrabas. U posljednje se vrijeme pokušava oživjeti i gotovo zaboravljena stara gudačka glazbala za potrebe stilskoga, odnosno povijesno osviještenoga izvođenja rane glazbe. Također, ovoj skupini glazbala pripadaju i tradicijska narodna glazbala, a danas se u techno glazbi koriste čak i električni gudački instrumenti.
Gudačka se glazbala odlikuju velikim tonskim opsegom, sposobnošću najsuptilnijeg nijansiranja dinamike, agogike i boje tona, što gudačima općenito omogućuje veliku izražajnost. Može ih se doista virtuozno svirati, zbog čega su općeprihvaćena kao najvažnija i temeljna glazbala svakoga simfonijskog orkestra. Značajnu ulogu imaju i u raznim komornim sastavima. Mnoge skladbe za gudače kao soliste prihvaćene su i priznate kao najvrjednija djela glazbene umjetnosti.

## Gudačka glazbala
- Violina
- Viola
- Violončelo
- Kontrabas
- Gusle
- Lirica

## Izrada gudačkih glazbala
Tradicionalna izrada violina (tal. Liuteria) je izrazito cijenjen obrt koji se sastoji u proizvodnji i obnovi gudačkih i trzalačkih instrumenata (gitara, bas, mandolina i dr.). Za to graditelji violina pohađaju posebne škole koje se temelje na bliskom odnosu mentora i štićenika, prije nego ovi pristupe šegrtovanju u lokalnim radionicama, gdje, u beskrajnom procesu, nastavljaju uvježbavati i usavršavati svoje tehnike. Kao temelj cremonskog identiteta, te presudne uloge u društvenim i kulturnim događajima grada, tradicionalna izrada violina u Cremoni je upisana na UNESCO-ov popis nematerijalne svjetske baštine u Europi 2012. god.

## Građa i dijelovi glazbala
Tijelo, vrat i glava.